# Recht und Gerechtigkeit. Ein Märchen aus der Provinz
Recht und Gerechtigkeit. Ein Märchen aus der Provinz ist ein autobiografisches Sachbuch von Jörg und Miriam Kachelmann. Es erschien am 8. Oktober 2012 im Heyne Verlag und wurde am 12. Oktober 2012 auf der Frankfurter Buchmesse präsentiert.
Das Buch wurde in einer Erstauflage von 50.000 Exemplaren gedruckt, wovon 40.000 Bücher sofort in den Handel gelangten.

## Inhalt
In dem Buch stellen die Eheleute die Hintergründe zum Gerichtsverfahren gegen Jörg Kachelmann von der Verhaftung auf dem Frankfurter Flughafen, seine Zeit in der Justizvollzugsanstalt Mannheim bis zum Freispruch vom Vorwurf der Vergewaltigung aus ihrer Sicht dar und gehen auf die Rolle von Polizei, Staatsanwaltschaft und Medien ein. Sie kritisieren unter anderem die Praxis deutscher Untersuchungshaft. Die hygienischen Zustände seien mangelhaft, die Häftlinge „nach wenigen Tagen gebrochen“, eine öffentliche Diskussion über ihre Haftbedingungen und deren Veränderung sei notwendig.
Das als Hardcover erschienene Buch umfasst 383 Seiten und gliedert sich in sieben von Vorwort und Nachwort (Was wird) umschlossene Teile mit insgesamt 41 Kapiteln. Fünf Kapitel und damit der siebte Teil (Was sich ändern muss) sind von Miriam Kachelmann, der Rest des Buches von ihrem Ehemann verfasst. Der Anhang umfasst die auch in der ersten Auflage teilweise geschwärzte Kopie einer Dienstaufsichtsbeschwerde, die 2010 von Reinhard Birkenstock gegen vier verschiedene Staatsanwälte gestellt wurde, einen zweiseitigen Text von Ralf Höcker über die presserechtliche Seite des Prozesses gegen Jörg Kachelmann, und eine Auflistung von insgesamt 91 einstweiligen Verfügungen, die im Auftrag Kachelmanns gegen verschiedene Medien und Personen ergingen, nachdem diese beispielsweise Auszüge aus der Ermittlungsakte, Fotos von Paparazzi, intime Details oder Falschbehauptungen veröffentlicht hatten.

## Rezeption
- Marianne Quoirin bemängelte in ihrer Rezension in der Frankfurter Rundschau, dass „Wut und Hass“ „das Buch von Jörg Kachelmann über seinen Prozess“ bestimmten.[5]
- Hannelore Crolly schrieb in der Tageszeitung Die Welt über das Buch: „Kachelmann hat sich die Wut von der Seele geschrieben und sie mit teils deftigen Thesen garniert.“[6]
- Auch Jochen Neumeyer äußerte sich in der Sächsischen Zeitung ähnlich: „Jörg Kachelmann schreibt mit viel Wut im Bauch über seine Zeit im Gefängnis und über den Prozess.“ Er meint allerdings auch: „Doch es gibt nicht nur Polemik – sondern auch Tipps für das Überleben im Knastalltag.“[7]
- Sophie Albers schrieb bei Stern.de, Jörg Kachelmann verallgemeinere seine persönlichen Erfahrungen und schreibe ihnen „universelle Gültigkeit und Moral“ zu. Das „wie eine Rachefibel klingende“ Buch könne damit Schaden anrichten, weil es im Gegensatz zur gesellschaftlichen Wirklichkeit stehe.[8]
- Susanne Klaiber befragte für Focus Online einige Experten und Organisationen zu den Behauptungen des Buches. Veit Schiemann, Sprecher des Weißen Rings, verteidigte seine in Kachelmanns Buch als „Schutzorganisation krimineller Falschbeschuldigerinnen“ bezeichnete Organisation. Der Weiße Ring schule seine Mitarbeiter, um nach Möglichkeit falsche Beschuldigungen zu erkennen, aber es gebe auch „unheimlich gute Schauspieler und unheimlich schlüssige Geschichten“. Er gehe allerdings davon aus, dass die Staatsanwaltschaft erst Anklage erhebe, wenn sie aller Voraussicht nach auch das nötige Beweismaterial für ein Urteil habe. Der Kriminologe Rudolf Egg wandte sich ebenfalls gegen die Behauptung einer Häufung von Falschbeschuldigungen bei Vergewaltigung. Christian Pfeiffer, Leiter des Kriminologischen Forschungsinstituts Niedersachsen (KNF), nannte die Thesen über massenhafte Falschbeschuldigungen „Unsinn“. Er warnte davor, eigene Erfahrungen zu generalisieren und nannte Jörg Kachelmanns Haltung „exzessives Selbstmitleid“.[9]
- Thomas Knellwolf, Autor des Buches Die Akte Kachelmann – Anatomie eines Skandals,[10] hob im Tages-Anzeiger ebenfalls auf das Selbstmitleid in Jörg Kachelmanns Ausführungen ab. Sie seien „nur geeignet, Verschwörungstheoretiker wie die Pro-Kachelmann-Kampfblogger zu bekehren.“[11]
- Auch Alex Baur kritisierte in der Weltwoche die persönliche und polarisierende Haltung, aus der heraus Recht und Gerechtigkeit geschrieben sei. Jörg Kachelmann habe in seinem „Drang nach Vergeltung“ sein Ziel aus den Augen verloren, Missstände bei der Verfolgung von Sexualdelikten aufzudecken. Eine nüchterne Debatte über Falschanschuldigungen sei dagegen überfällig. Das Thema werde „in der Praxis ausgeblendet und tabuisiert.“[12]

## Verkaufserfolg
In der Schweizer Bestsellerliste Sachbuch von Media Control belegte es zehn Tage nach Erscheinen  Platz 3, in der entsprechenden Liste für Deutschland vom 4. bis 17. Oktober 2012 den zweiten Platz in der Rubrik „Sachbuch Hardcover“. In der Spiegel-Bestsellerliste Sachbücher erreichte es in der Woche 43/2012 Platz 2.

## Kontroverse
Kurz nach Erscheinen des Buchs erwirkte die ehemalige Freundin von Jörg Kachelmann und Nebenklägerin Claudia D. am 10. Oktober 2012 per einstweiliger Verfügung, dass der Verlag das Buch vorläufig nicht weiter verbreiten darf, solange darin ihr voller Name genannt wird. Die bereits im Handel befindlichen 40.000 Exemplare waren davon nicht betroffen. Das Landgericht Mannheim begründete seine Entscheidung unter anderem damit, die von den Autoren beabsichtigte Aufarbeitung des „umstrittenen Geschehens“ erhalte durch eine Nennung des vollen Namens kein stärkeres Gewicht. Claudia D. habe zwar schon in der Öffentlichkeit gestanden, dies sei aber anonymisiert geschehen, oder so, dass sie nur für ihr nächstes Umfeld identifizierbar gewesen sei.
Der Heyne Verlag entschied sich für die Produktion einer korrigierten Auflage und wies am 11. Oktober 2012 per Presseerklärung darauf hin, man habe sich „nach reiflicher Abwägung und sorgfältiger rechtlicher Überprüfung bewusst für die volle Namensnennung entschieden“. Claudia D. habe durch ein Interview, das sie nach Prozessende der Zeitschrift Bunte gab und für das sie sich unverpixelt fotografieren ließ, „ihr Recht auf Anonymität preisgegeben“. Auch das Landgericht Mannheim habe den vollen Namen in einer Pressemitteilung vom 31. Mai 2011 genannt. Sie sei eine „relative Person der Zeitgeschichte“. Miriam Kachelmann rechtfertigte die Nennung des Namens ebenfalls damit, dass die Betreffende der Illustrierten Bunte ein Interview mit einer Fotostrecke gegeben habe und eine Namensnennung bereits in der Zeitschrift Emma erfolgt sei.
Vor der Präsentation auf der Frankfurter Buchmesse waren Stellen im Buch geschwärzt worden.
Am 26. Oktober 2012 hob das Landgericht Mannheim die einstweilige Verfügung wieder auf. Jörg Kachelmann dürfe seine frühere Freundin auch im vorliegenden Buch mit vollem Namen nennen und als „Falschbeschuldigerin“, nicht hingegen als „Kriminelle“ bezeichnen.

## Ausgaben
- Jörg und Miriam Kachelmann: Recht und Gerechtigkeit. Ein Märchen aus der Provinz München: Heyne 2012. ISBN 978-3-453-20025-8. (Leseprobe E-Book)
- Jörg und Miriam Kachelmann: Recht und Gerechtigkeit. Ein Märchen aus der Provinz (Hörbuch, Audio-CD, gekürzt). München: Random House 2012. ISBN 978-3-8371-1795-0